# Pakosławice (gromada)
Pakosławice – dawna gromada, czyli najmniejsza jednostka podziału terytorialnego Polskiej Rzeczypospolitej Ludowej w latach 1954–1972.
Gromady, z gromadzkimi radami narodowymi (GRN) jako organami władzy najniższego stopnia na wsi, funkcjonowały od reformy reorganizującej administrację wiejską przeprowadzonej jesienią 1954 do momentu ich zniesienia z dniem 1 stycznia 1973, tym samym wypierając organizację gminną w latach 1954–1972.
Gromadę Pakosławice z siedzibą GRN w Pakosławicach utworzono – jako jedną z 8759 gromad na obszarze Polski – w powiecie nyskim w woj. opolskim, na mocy uchwały nr VII/25/54 WRN w Opolu z dnia 4 października 1954. W skład jednostki weszły obszary dotychczasowych gromad Pakosławice, Strobice i Prusinowice ze zniesionej gminy Złotogłowice w tymże powiecie. Dla gromady ustalono 13 członków gromadzkiej rady narodowej.
31 grudnia 1959 do gromady Pakosławice włączono obszar zniesionej gromady Reńska Wieś w tymże powiecie.
Gromada przetrwała do końca 1972 roku, czyli do kolejnej reformy gminnej. 1 stycznia 1973 w powiecie nyskim utworzono gminę Pakosławice.